# Дювернуа, Александр Львович
Алекса́ндр Льво́вич Дювернуа (фр: Duvernois) (1840, Московский уезд, Московская губерния — 16 [28] марта 1886, Москва, Российская империя) — российский лингвист, славист, ординарный профессор Московского университета. Брат правоведа Н. Л. Дювернуа (1836—1906).

## Биография
Был потомков француза, оставшегося в России в 1812 году. Получил домашнее воспитание под руководством матери, затем учился в 1-й московской гимназии, а в 1855 году окончил 4-ю московскую гимназию  и поступил в Императорский Московский университет — сначала, на юридический факультет. Но, «обнаружив склонность к лингвистическим занятиям», перевёлся на историко-филологический факультет. Основательно изучив, языки славянские вообще и литовский в особенности, а также, под руководством профессора П. Я. Петрова, языки санскритский и арабский, Дювернуа, будучи ещё студентом, занимался в синодальной библиотеке чтением рукописей и изучением Палеи и был уже тогда настолько подготовлен к научной деятельности, что выступил в «Летописях русской литературы и древностей», издаваемых профессором Н. С. Тихонравовым (1859. Т. II, отд. 3. — С. 44—60) сначала с краткой библиографическою заметкой о начавшем тогда выходить в свет журнале Лацаруса и Штейнталя «Zeitschrift fur Volkerpsyhologie und Sprachwissenschaft», а потом с разбором мнения Н. И. Костомарова о литовском происхождении Руси под заглавием: «Разбор некоторых филологических объяснений г. Костомарова в статье „Начало Руси“» (1860. Т. III, отд. 3. — С. 81—85).
Окончив Московский университет (1861) со степенью кандидата, Дювернуа был оставлен на три года при университете для приготовления к профессорскому званию по кафедре сравнительной грамматики индоевропейских языков, для чего в 1865—1867 годах был отправлен в заграничную научную командировку. За границей слушал лекции в Вене, Праге, Иене, Гейдельберге, Берлине, под руководством Рудольфа Рота в Тюбингене изучал санскрит и вообще с особенной любовью занимался сравнительным языкознанием и славянской филологией, результатом чего были его три статьи: «О происхождении варяг Руси» («Чтения Общества Истории и Древностей». — 1862. — № 2), «О годе изобретения славянских письмен» («Чтения Общества Истории и Древностей». — 1862. — № 4) и «Тюбингенские акты славянской книгопечатни в Вюртемберге» («Московские университетские известия». — 1868. — № 3). Первая из этих статей особенно ценная по удачной группировке данных в пользу норманнского происхождения варяг Руси, представляет собою конкурсную на предложенную факультетом тему студенческую работу, удостоенную московским университетом золотой медали и заключает в себе обилие лингвистического материала для решения вопроса о происхождении Руси и для объяснения русских названий днепровских порогов у Константина Багрянородного, а последняя — содержит в себе неизданные документы о Примусе Трубере и его славянских печатных изданиях.

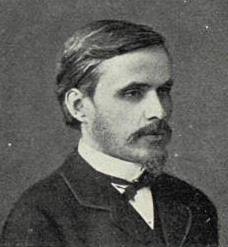
А. Л. Дювернуа.

По возвращении из-за границы, А. Л. Дювернуа приступил к печатанию своего большого труда «Об историческом наслоении в славянском словообразовании», богатого данными из всех славянских наречий и говоров и многих индоевропейских языков, который вышел в свет в 1867 году и доставил автору от московского университета степень магистра славянской филологии. Положение выставленное де Соссюром, что «фонетический состав корня обусловливается взаимоотношением корня с элементами образовательными», с выходом диссертации Дювернуа благодаря обширнейшей научной аргументации и обилию данных из всех почти индоевропейских языков, не исключая языка Вед, и изо всех славянских наречий и говоров, стал научным положением.
Советом московского университета в сентябре 1867 года он был избран в доценты по кафедре сравнительной грамматики индоевропейских языков языкознания и в ноябре прочитал вступительную лекцию: «О методе и успехах сравнительного языкознания» («Московские университетские известия». — 1867. — Кн. II), в которой представил очерк развития этой науки и отметил значение в изучении санскрита трудов миссионеров Шлегеля, Боппа, Лассена, Вильгельма Гумбольдта и др. С января 1869 года, после ухода из университета О. М. Бодянского, занял кафедру славянской филологии и, посвятив себя изучению истории славян, напечатал два труда: публичную лекцию, прочитанную в славянском комитете «О Юлии Подебраде, избраннике чешского народа» («Московские университетские известия». — 1868. — № 3) и большую статью «Станислав Зноемский и Ян Гус. Две главы из истории пражского университета» («Московские университетские известия». — 1870. — № 9), которая вышла в 1871 году отдельным изданием и была представлена автором в качестве докторской диссертации, но не была допущена к публичной защите.
Неудача заставила Дювернуа вновь обратиться к лингвистике и через некоторое время появился его труд «Система основных элементов и форм славянских наречий» («Московские университетские известия». — 1872. — № 2—3; также отдельное издание: М. 1872), — произведение слабое в научном отношении. Однако, представленная в 1872 году в качестве докторской диссертации, она принесла Дювернуа степень доктора славянской филологии и в октябре 1872 года он был избран экстраординарным профессором; с декабря 1876 года — ординарный профессор Московского университета кафедры славянских наречий.
В 1878 году появилась статья Дювернуа о языке приобретённого тогда московским Румянцевским музеем архангельского Евангелия 1902 года: «О критическом достоинстве и историческом значении архангельского Евангелия, хранящегося в московском Румянцевском музее» («Журнал Министерства народного просвещения». — 1878. Ч. СLXXX Кн. 10); в 1883 году им напечатано введение к изданию Святославова Сборника 1073 года, начатому ещё Бодянским и продолжение которого взял на себя Дювернуа: «Археологическое обозрение части Изборника Святославова 1073 года» («Чтение в императорском Обществе истории и древностей Российских». — 1882. Кн. 4. — С. 1—23); в 1884 году появилась его статья: «Кого называло древнерусское законодательство колобягом?».
Малое количество трудов А. Л. Дювернуа в 1872—1884 гг. объясняется тем, что он в это время усиленно работал над собиранием материала для составления задуманного им словаря новоболгарского языка. Он изучил всё, существовавшее тогда на новоболгарском языке, и затем пополнил знакомство с живым языком во время путешествия по Болгарии. Результатом этим работ был огромный труд, лучший из имеющихся в русской литературе словарей славянских наречий: «Словарь болгарского языка, по памятникам народной словесности и произведениям новейшей печати» (недоступная ссылка), первый выпуск которого появился в 1885 году в «Ученых записках московского университета» и в том же году издан отдельно. Следующие восемь выпусков словаря уже вышли после смерти составителя, в течение 1886—1889 гг.
Похоронен в московском Новодевичьем монастыре.
А. Л. Дювернуа состоял членом Императорского О6щества любителей естествознания, антропологии, этнографии и секретарём этнографического отдела этого общества (1867—1869) и членом Императорского Общества истории (с 27.04.1878).
Кроме упомянутых работ Дювернуа напечатал еще следующие: «Памятники чешского искусства в Карловом Тыне» («Сборник, изданный Обществом древнерусского искусства». — М. 1866. Т. III. — С. 138—143) и «Практическое руководство к изучению наречий: старославянского, польского и чешского» («Московские университетские известия». — 1872) — труд издававшийся и отдельными оттисками для студентов, под названиями: «Польское чтение», «Сербское чтение», «Старославянское чтение» и «Чешское чтение». Неизданным остался другой словарь: «Glossarium liguae Rossicae veteris dialecti». Начатый ещё на студенческой скамье, этот древнерусский словарь был составлен на основании, с одной стороны, печатных изданий, а с другой, на основании рукописей Синодальной библиотеки и Румянцевского музея. Источником для этого капитального труда служили также юридические и исторические акты, летописи, грамоты и договоры, а кроме того и портфели Миллера и рукописи многих библиотек. Особенность древнерусского словаря Дювернуа, владевшего в совершенстве латинским языком, является то, что все значения и объяснения к словарю были составлены автором на латинском языке, по примеру изданий Миклошича и Востокова, что отчасти и оказалось препятствием к его изданию. Учёные занятия не мешали Дювернуа заниматься и современным положением славянского вопроса; так, в «Московских Ведомостях» (1867. — № 103, 105 и 109) он напечатал ряд биографий славянских деятелей, посетивших Россию во время этнографической выставки 1867 года.

## Основные труды
- «О происхождении Варяг-Руси» — М.: Унив. тип., 1862. — 80 с.
- «О годе изобретения славянских письмен» (там же, 1862, II);
- «Тюбингенские акты славянской книгопечатни в Вюртемберге» («Московские университетские известия», 1868, III).
- «Юрий Подебрад, избранник чешского народа» (1868);
- «Станислав Зноемский и Ян Гус, две главы из истории Пражского университета» (Москва, 1871);
- «Система основных элементов и форм славянских наречий» (М., 1872),
- «Практическое руководство к изучению наречий: старославянского, чешского и польского» («Московские университетские известия», 1872);
- «О критическом достоинстве и историческом значении Архангельского Евангелия» («Журнал Министерства Народного Просвещения», 1878, Х);
- «Археографическое обозрение части Изборника Святослава 1073 г.» («Чтения в обществе истории и древностей», 1882, кн. IV);
- «Кого называло древнерусск. законодательство колобягом» («Чтения в обществе истории и древностей», 1884 г., кн. 1).
- «Glossarium linguae Rossicae veteris dialecti» (не издан).
- «Материалы для словаря древнерусского языка» (Москва, 1894).